# Saman Salur
Saman Salur (en persa: سامان سالور, Borujerd, 8 de febrer de 1976) és un guionista i director de cinema iranià. Es va graduar a la Universitat de Soore amb un Llicenciat en Cinema i Televisió en direcció.
És conegut per dirigir i escriure el llargmetratge de comèdia Chand kilo khorma baraye marassem-e tadfin (uns quants quilos de dades per un funeral, que el 2006 va guanyar el Pardo d'Oro i el premi especial del jurat al Festival Internacional de Cinema de Locarno un premi especial del jurat del Festival Internacional de Cinema de Sofia i un Montgolfière d'or del Festival dels Tres Continents. El seu primer documental Sakenine sarzamine Sokoot va guanyar el premi al Molodist Kiev International Film Festival. El 2012 va treure Amin Khahim Goft, que fou prohida per les autoritats iranianes fins al 2016.

## Filmografia
- The Wind Will Comb Your Tresses, 2002 (curtmetratge)
- IT’S A SONY, 2002 (Documental)
- The Guilty, 2002 (fotografia)
- Sakenine sarzamine Sokoot, 2004
- Chand kilo khorma baraye marassem-e tadfin, 2006
- Aramesh ba Diazepam 10, 2005 (Documental)
- Taraneh tanhaïye Tehran, 2008
- Stories on Human Rights, 2008
- Be Hadaf Shelik Kon, 2011 (guionista)
- Sizdah 59, 2011
- Amin Khahim Goft, 2012 (nova edició estrenada el 2016)
- Tameshk, 2013
- Puff Puff Pass, 2020
- Khaen-koshi (hi apareix com actor, 2021)

## Premis
- Guanyador de la Menció Especial del Jurat - Festival Internacional de Cinema de Sofia 2005
- Guanyador del Premi FIPRESCI del Jurat - Molodist Kyiv International Film Festival 2005
- Pardo d'Oro - Festival Internacional de Cinema de Locarno 2006
- Va guanyar la millor pel·lícula i director - Festival Internacional de Cinema d'Edimburg 2006
- Premi especial - Festival Internacional de Cinema d'Art-House de Batumi 2009